# ميلان ستوبار
ميلان ستوبار هو لاعب كرة قدم صربي في مركز الوسط، ولد في 9 يناير 1980 في جيتيشتي في صربيا. لعب مع نادي أو إف كيه بيوغراد ونادي بوراتس بانيا لوكا.

## وصلات خارجية
- ميلان ستوبار على موقع قاعدة بيانات كرة القدم.إي يو (الإنجليزية)
- ميلان ستوبار على موقع Soccerway.com (الإنجليزية)
- ميلان ستوبار على موقع عالم كرة القدم.نت (الإنجليزية)